# Повернення Баттерфляй (фільм)
«Пове́рнення Баттерфля́й» (рос. «Возвращение Баттерфляй») — біографічний кольоровий звуковий художній фільм, знятий на кіностудії імені О. Довженка режисером Олегом Фіалком (1982).
У фільмі використана музика Джакомо Пуччіні, П'єтро Масканьї, Ференца Ліста, Ріхарда Вагнера, Андре Ґретрі, українські та італійські народні пісні. Вокальні партії Соломії Крушельницької виконує Гізела Ципола.
Для прокату в Україні у 1983 році було створено україномовний дубляж на студії Довженка.

## Сюжет фільму
Фільм присвячений життю і творчості видатної української співачки Соломії Амвросіївни Крушельницької (1872—1952), володарки голосу надзвичайної краси та сили.
Фільм висвітлює основні віхи творчого шляху артистки, яка зробила значний внесок до світової скарбниці оперного мистецтва.

## Виконавці і ролі
- Олена Сафонова — Соломія Крушельницька (вокал — Гізела Ципола);
- Антра Лієдскалниня — Соломія у зрілому віці;
- Катя Казанцева — Соломія в дитинстві;
- Іван Миколайчук — Антон, брат Соломії й Нусі;
- Галина Золотарьова — Нуся, сестра Соломії;
- Валентина Івашова — Нуся у зрілому віці;
- Іван Гаврилюк — Теофіл Окуневський, адвокат, наречений Соломії;
- Станіслав Говорухін — Михайло Павлик, журналіст;
- Григорій Гладій — Василь Стефаник;
- Мераб Тавадзе — Пуччіні;
- Гія Перадзе — Чезаре Річчоні;
- Ернст Романов — Висоцький, професор консерваторії;
- Анаїда Топчиян — Джемма;
- Хелга Данцберга — Креспі, майстер з вокалу;
- Марина Юрбургська — Яніна Королевич;
- Микола Задніпровський — Мишко;
- Откям Іскендеров — Людовіко;
- Людмила Лобза — Франческа, служниця;
- Паул Буткевич — Левицький, журналіст;
- Марія Капніст — пані Мозурова;
- Людмила Логійко — Зізі;
- Юрій Мисенков — фотограф;
- Лев Перфілов — італійський лікар;
- Юрій Рудченко — Дригас, журналіст
- Лелде Вікмане

та інші.

## Знімальна група
- Автор сценарію: Валерія Врублевська
- Режисер-постановник: Олег Фіалко
- Оператор-постановник: Геннадій Енгстрем
- Художники-постановники: Сергій Хотимський, Олександр Шеремет
- Звукооператор: Олена Межибовська
- Художники по костюмах: Марія Левитська, Надія Пастушенко
- Художники-гримери: Галина Тишлек, Людмила Семашко
- Редактор: Марина Меднікова
- Монтажер: Людмила Ясинська
- Режисер: В. Сивак
- Оператори: В. Гапчук, П. Пастухов
- Художники-декоратори: Б. Тюлебаєв, В. Лаврентьєв
- Педагог з вокалу: Л. Беридзе
- Майстер по світлу: Н. Руденко
- Асистенти режисера: Т. Бородачова, Є. Камінський, Н. Придатко, О. Фокіна
- Асистент оператора: А. Степанян
- Асистенти по гриму: А. Мельник, М. Шкурко
- Адміністративна група: А. Рудіна, І. Мироненко, З. Афрін, В. Масарик
- Директор: Ігор Тараховський

## Дубляж українською
Для прокату в Україні у 1983 році було створено україномовний дубляж на студії Довженка.